# Oreilles de Štramberk

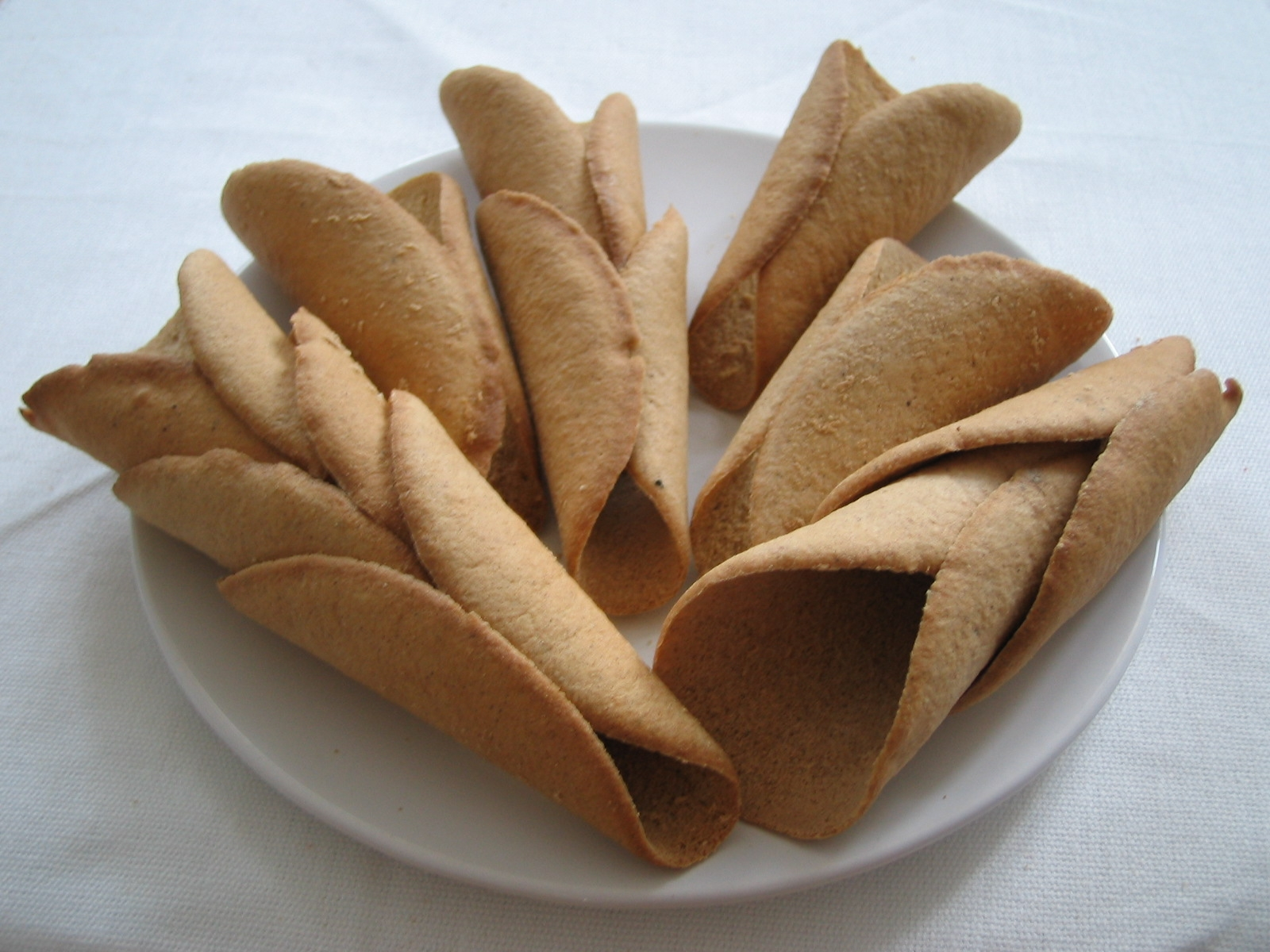
Oreilles de Štramberk.

Les oreilles de Ŝtramberk (en tchèque Štramberské uši) sont des pâtisseries sucrées en pain d’épices de forme conique ; on les fabrique traditionnellement dans la ville morave de Štramberk et dans ses environs. Il s’agit d’une appellation d'origine contrôlée et, depuis l’année 2000, elles ne peuvent la porter que si elles sont faites sur le territoire de Štramberk. En 2006 neuf producteurs dans la ville en avaient l’autorisation officielle et au commencement de cette même année la République tchèque a obtenu de la Commission européenne que fût protégée la forme géométrique pour ce produit. Début 2007 les oreilles de Ŝtramberk ont été le premier produit alimentaire tchèque auquel la commission européenne ait accordé cette reconnaissance dans le cadre d’une procédure standardisée. Les bières de České Budějovice jouissent déjà de la même protection.

## Légende sur l’origine de cette pâtisserie
Selon une légende locale l’origine de cette pâtisserie serait liée à une guerre contre les Tartares en 1241 pendant laquelle l’armée ennemie avait établi son camp au pied d’une colline voisine appelée Kotouč. On raconte qu’après une nuit d’averse les habitants auraient percé la digue d’un lac destiné à l’élevage du poisson et auraient ainsi inondé le camp. Une fois les eaux écoulées ils auraient, dit-on, découvert sur les lieux de grands sacs remplis d’oreilles humaines salées que les Tartares tranchaient aux chrétiens et envoyaient à leur khan. C’est, parait-il, en souvenir de cet évènement que dans la ville, la veille de l’Ascension, on prépare tous les ans des pâtisseries sucrées au miel et auxquelles un mélange d’épices tenu secret donne un gout spécial.

## Sources
- (cs) Štramberské uši
- Le site officiel de la ville de Štramberk fait allusion à l'origine de cette pâtisserie sur la page (cs) Město.

- (eo) Cet article est partiellement ou en totalité issu de l’article de Wikipédia en espéranto intitulé « Ŝtramberkaj oreloj » (voir la liste des auteurs).